# Nikołaj Ważnow
Nikołaj Pietrowicz Ważnow (ros. Николай Петрович Важнов, ur. 1909, zm. 1993) – radziecki dyplomata.
Należał do WKP(b), 1939-1942 był II sekretarzem Komi Obwodowego Komitetu WKP(b), od 1946 do 9 października 1947 radca Misji ZSRR w Mongolii, a od 9 października 1947 do 27 września 1948 ambasador nadzwyczajny i pełnomocny ZSRR w Mongolii. Od września 1948 radca Wydziału Dalekowschodniego Ministerstwa Spraw Zagranicznych ZSRR, 1950-1953 radca Ambasady ZSRR w Chinach, 1956-1958 zastępca kierownika Wydziału Dalekowschodniego MSZ ZSRR, od 1958 sekretarz Komitetu KPZR MSZ ZSRR. W 1960 zastępca kierownika Wydziału Dalekowschodniego MSZ ZSRR, 1960-1965 szef Zarządu Kadr MSZ ZSRR, 1965-1966 radca-poseł Ambasady ZSRR w Polsce. Od 29 sierpnia 1966 do 4 lipca 1970 ambasador nadzwyczajny i pełnomocny ZSRR na Islandii, 1970-1977 pracownik Aparatu MSZ ZSRR, następnie zwolniony.